# Matrix (Kommunikationsprotokoll)
Matrix (manchmal stilisiert als [matrix] oder kurz [m]) ist ein offener Standard und Kommunikationsprotokoll für Echtzeitkommunikation. Es wurde entworfen, um Echtzeitkommunikation nahtlos zwischen verschiedenen Dienstanbietern zu ermöglichen, ähnlich wie es das SMTP-Email-System für Store-and-Forward-Email-Dienste tut. Matrix ermöglicht es Benutzern mit Konten bei einem Kommunikationsdienstanbieter, mit Nutzern anderer Dienstanbieter über Online-Chat, IP-Telefonie und Videotelefonie zu kommunizieren. Es erfüllt damit einen ähnlichen Zweck wie Protokolle wie XMPP, basiert aber nicht auf bestehenden Kommunikationsprotokollen.
Aus technischer Sicht ist es ein Anwendungsschicht-Kommunikationsprotokoll für föderierte Echtzeitkommunikation. Es bietet HTTP-APIs und Open-Source-Referenzimplementierungen für das sichere Verteilen und persistente Speichern von Nachrichten im JSON-Format über einen offenen Verbund von Servern. Es kann sich mit Standard-Webservices über WebRTC integrieren und unterstützt so Browser-zu-Browser-Anwendungen.

## Geschichte

### Anfänge bis 2018
Das ursprüngliche Projekt entstand innerhalb von Amdocs beim Aufbau eines Chat-Tools namens "Amdocs Unified Communications" durch Matthew Hodgson und Amandine Le Pape. Amdocs finanzierte den Großteil der Entwicklungsarbeit von 2014 bis Oktober 2017.
Matrix gewann den Innovation Award bei der WebRTC 2014 Conference & Expo und den "Best in Show" Award bei der WebRTC World 2015.
Das Protokoll erhielt nach seiner Einführung 2014 Lob gemischt mit einigen Warnhinweisen. Rezensenten merkten an, dass andere Versuche, ein offenes Instant Messaging oder Multimedia-Signalisierungsprotokoll dieses Typs zu definieren, Schwierigkeiten bei der breiten Adoption hatten – beispielsweise XMPP und IRCv3 – und hoben die involvierten Herausforderungen hervor, sowohl technologische als auch politische.
2015 wurde eine Tochtergesellschaft von Amdocs namens "Vector Creations Limited" gegründet und das Matrix-Personal dorthin verlegt.
Im Juli 2017 wurde die Finanzierung durch Amdocs eingestellt und das Kernteam gründete daraufhin die eigene britische Firma "New Vector Limited", hauptsächlich um die Entwicklung von Matrix und Riot (später umbenannt zu Element) zu unterstützen.
In den frühen Wochen nach der Firmengründung veröffentlichten das Matrix-Team und die Firma Purism Pläne zur Zusammenarbeit bei der Entwicklung des Librem 5 Telefons. Das Librem 5 sollte ein Matrix-natives Telefon werden, bei dem die standardmäßig vorinstallierten Messaging- und Anruf-Apps Matrix für Audio- und Videoanrufe sowie Instant Messaging verwenden sollten.
2017 kündigte KDE an, daran zu arbeiten, Unterstützung für das Protokoll in seinen IRC-Client Konversation einzubauen.
Ende Januar 2018 erhielt das Unternehmen eine Investition von 5 Millionen US-Dollar von Status, einem Ethereum-basierten Startup.
Im April 2018 kündigte die französische Regierung Pläne zur Entwicklung eines eigenen Instant-Messaging-Tools an. Die Arbeit an der auf Riot und dem Matrix-Protokoll basierenden Anwendung namens Tchap nach dem französischen Wissenschaftler Claude Chappe hatte Anfang 2018 begonnen und das Programm wurde als Open Source veröffentlicht und im April 2019 für iOS und Android freigegeben.
Im Oktober 2018 wurde eine Gemeinnützige Gesellschaft (Community Interest Company) namens "The Matrix.org Foundation C.I.C." gegründet, um als neutrale rechtliche Einheit für die weitere Entwicklung des Standards zu dienen.

### 2019–2022
Anfang 2019 erlebte das Matrix-Protokoll erhöhte Adoption und durchlief bedeutende Entwicklungen. Die KDE-Community kündigte im Februar 2019 ihre Absicht an, Matrix für interne Kommunikation zu verwenden, wobei sie dessen dezentrale Natur als Alternative zu Diensten wie Telegram, Slack und Discord hervorhob und plante, eine eigene Serverinstanz zu betreiben.
Im Juni 2019 verließ das Matrix-Protokoll mit der Veröffentlichung von Version 1.0 über alle seine APIs die Beta-Phase. Während dieser Zeit wurde auch die Matrix Foundation offiziell gestartet, um das Protokoll zu überwachen, und Synapse diente als Referenz-Homeserver-Implementierung.
Später in diesem Jahr, im Oktober 2019, sammelte das Unternehmen New Vector zusätzliche 8,5 Millionen US-Dollar für die Entwicklung von Matrix.
Im Dezember 2019 begann das deutsche Bundesverteidigungsministerium ein Pilotprojekt namens BwMessenger, basierend auf dem Matrix-Protokoll, einem Synapse-Server und der Riot-Anwendung nach dem Vorbild von Frankreichs Tchap-Projekt. Ebenfalls im Dezember kündigte Mozilla an, seine IRC-Infrastruktur durch Matrix zu ersetzen und plante die Migration für Anfang 2020.
Nach der Ankündigung vollendete Mozilla seinen Übergang durch das Herunterfahren seines IRC-Servers im März 2020 und leitete Benutzer zu seiner neuen Matrix-Instanz um.
Im Mai 2020 wurde Ende-zu-Ende-Verschlüsselung standardmäßig für alle neuen privaten Unterhaltungen innerhalb des Protokolls aktiviert.
Im Oktober desselben Jahres erwarb das Unternehmen Element die Gitter-Chat-Plattform von GitLab und kündigte Pläne an, alle Gitter-Benutzer zu Matrix zu migrieren.
Bis März 2021 meldete die matrix.org Foundation, dass es 28 Millionen global sichtbare Konten im Netzwerk gab.
Im September 2022 wurden Sicherheitslücken in der Implementierung einer clientseitigen Verschlüsselungs-Bibliothek bekannt gegeben. Aufgrund des interoperablen Designs des Protokolls war das Problem auf die betroffenen Client-Anwendungen beschränkt, die ein Upgrade benötigten, während das Protokoll selbst und Drittanbieter-Implementierungen nicht betroffen waren.

### 2022 bis heute
Im Februar 2023 wurde die Matrix Foundation zum Digital Markets Act Stakeholder-Workshop über "Interoperabilität zwischen Messaging-Diensten" eingeladen und zeigte auf, wie ein standardisiertes offenes Protokoll zur Interoperabilität verwendet werden kann, ohne die Privatsphäre zu opfern.
Im Juni 2023 wurde Beeper das erste Mitglied der Matrix Foundation.
Im April 2024 fanden die ersten Wahlen des Matrix Foundation Governing Board statt, das aus neun verschiedenen Interessensgruppen aus drei Kategorien besteht: gemeinnützige und Community-Vertreter, Förderer-Vertreter und Stiftungs-Vertreter.

## Protokoll

Matrix-Netzwerk

Matrix zielt auf Anwendungsfälle wie IP-Telefonie, Internet der Dinge und Instant Messaging, einschließlich Gruppenkommunikation ab, mit dem längerfristigen Ziel, ein generisches Messaging- und Datensynchronisationssystem für das Web zu sein. Das Protokoll unterstützt Sicherheit und Replikation, behält die vollständige Unterhaltungsgeschichte bei und hat keine einzigen Kontrollpunkte oder Ausfallstellen. Bestehende Kommunikationsdienste können sich in das Matrix-Ökosystem integrieren.
Client-Software ist für offen-föderiertes Instant Messaging (IM), Voice over IP (VoIP) und Internet of Things (IoT) Kommunikation verfügbar.
Der Matrix-Standard spezifiziert RESTful HTTP-APIs für die sichere Übertragung und Replikation von JSON-Daten zwischen Matrix-fähigen Clients, Servern und Diensten. Clients senden Daten durch "HTTP PUT" in einen Raum auf ihrem Server, der dann die Daten über alle Matrix-Server repliziert, die an diesem 'Raum' teilnehmen. Diese Daten werden mit einer Git-ähnlichen Signatur signiert, um Manipulation zu verhindern, und der föderierte Verkehr wird mit HTTPS verschlüsselt und mit dem privaten Schlüssel jedes Servers signiert, um Spoofing zu vermeiden. Die Replikation folgt der Semantik der eventuellen Konsistenz, wodurch Server auch funktionieren können, wenn sie offline sind oder nach Datenverlust durch Resynchronisation fehlender Historie von anderen teilnehmenden Servern.

### Olm-Verschlüsselung
Die Olm-Bibliothek bietet optionale Ende-zu-Ende-Verschlüsselung auf Raum-zu-Raum-Basis über eine Double Ratchet Algorithmus-Implementierung. Sie kann sicherstellen, dass Unterhaltungs-Daten im Ruhezustand nur von den Raum-Teilnehmern lesbar sind. Wenn konfiguriert, sind über Matrix übertragene Daten für die Matrix-Server nur als Chiffretext sichtbar und können nur von autorisierten Teilnehmern im Raum entschlüsselt werden. Das Verschlüsselungsprotokoll heißt Olm; Megolm ist eine Erweiterung von Olm, um den Bedürfnissen größerer Räume besser gerecht zu werden. Es gibt zwei Hauptimplementierungen:
- vodozemac, die aktuelle Referenzimplementierung, geschrieben in Rust. 2022 wurde sie von Least Authority auditiert, deren Erkenntnisse öffentlich verfügbar[31] und vom Matrix-Team adressiert wurden.[32] Die Überprüfung wurde teilweise von Deutschlands nationaler Agentur für die Digitalisierung des Gesundheitssystems (Gematik) finanziert.

- libolm, die frühere Referenzimplementierung, wurde einer kryptographischen Überprüfung durch die NCC Group unterzogen, deren Erkenntnisse öffentlich verfügbar[33] und vom Matrix-Team behoben wurden.[34] Die Überprüfung wurde vom Open Technology Fund gesponsert.

Ausgehende Gruppen-Session-Schlüssel werden benötigt, um neue Megolm-Sessions für Gruppen-Chats zu initiieren. Zusätzlich werden Cross-Signing-Schlüssel verwendet, um die Gesamtidentität des Benutzers und seiner Geräte zu verifizieren. Beim Aktivieren eines sicheren Backups werden alle diese Schlüssel mit einer starken Passphrase oder einem zufällig generierten Wiederherstellungsschlüssel verschlüsselt. Dies stellt sicher, dass auch eine Person, die Zugang zum Backup der Schlüssel hat, die Nachrichten nicht entschlüsseln kann, wodurch vollständige E2EE gewährleistet wird.
Unter MSC2883 plant Matrix die Implementierung von MLS für die Verschlüsselung von Gruppen-Chats.

## Bridges
Matrix unterstützt das Überbrücken von Nachrichten von verschiedenen Chat-Anwendungen in Matrix-Räume. Diese Bridges sind Programme, die auf dem Server laufen und mit Nicht-Matrix-Servern kommunizieren. Bridges können entweder als Puppen oder Relais agieren, wobei im ersten Fall das individuelle Benutzerkonto sichtbar die Nachrichten postet, und im letzteren Fall ein Bot die Nachrichten für nicht-puppeteerte Benutzerkonten postet.
Derzeit gibt es offizielle Bridges für:
- Gitter[36]
- IRC[37]
- Slack/Mattermost[38]
- XMPP[39]

Bridges für die folgenden wichtigen Anwendungen werden von der Community gepflegt:
- Apple iMessage
- Discord[40]
- E-Mail
- Facebook Messenger/Instagram[41]
- Google Chat
- GroupMe
- Mastodon
- RSS/Twitter-Feeds
- Signal[42]
- Skype[43]
- Telegram[44]
- SMS
- WeChat
- WhatsApp[45]
- LinkedIn[46]

## Adoption
Die Kommunikation zwischen den öffentlichen Vertretern der französischen Zentralverwaltung erfolgt über ein Matrix-basiertes internes Netzwerk namens Tchap. Das Projekt wird von der Interministeriellen Direktion für Digitale Angelegenheiten (DINUM) mit den expliziten Zielen der Sicherheit und digitalen Souveränität entwickelt, die beide als unmöglich durch WhatsApp, Telegram und Slack betrachtet wurden.
Deutschlands nationales Gesundheitssystem-internes Kommunikationsnetzwerk verwendet ein Matrix-basiertes System (Ti-Messenger) für Echtzeitkommunikation zwischen Deutschlands Gesundheitsorganisationen und den Austausch sensibler Patientendaten und wird von der nationalen Agentur für die Digitalisierung des Gesundheitssystems (Gematik GmbH) entwickelt. Gründe für die Wahl von Matrix waren unter anderem föderierte Identitätsverwaltung, die es ermöglicht, die bestehende Identitätsinfrastruktur im neuen Chat-System wiederzuverwenden; die dezentrale Architektur, die eine Querverknüpfung von Daten aus unterschiedlichen Quellen ermöglicht; und das offene Protokoll, das Interoperabilität und zukunftssicheren Datenaustausch gewährleistet und Vendor Lock-in verhindert.
Mitarbeiter der Bundeswehr (Deutschlands Streitkräfte) kommunizieren miteinander und teilen klassifizierte Dokumente (deutsche VS-NfD) über ein privates Matrix-Netzwerk mit einer angepassten Version der Matrix Element App: BwMessenger.
Zwei deutsche Bundesländer betreiben ihre eigenen Matrix-Chat-Netzwerke für Schulen. Rheinland-Pfalz bietet SchulchatRLP als Fork von FluffyChat seit Anfang 2024 an. Der Server ist für eine halbe Million Schüler dimensioniert und auf Kubernetes deployed, und der Client wurde von fairkom mit Funktionen wie Lesebestätigung für Eltern oder Umfragen erweitert, das 2023 Silberpartner der Matrix Foundation wurde. Bayern hat den Element-Client als proprietären ByCS-Messenger angepasst.
Luxemburg hat einen Matrix-basierten Chat-Service für Regierungsbeamte entwickelt, Luxchat4Gov genannt, der im zweiten Quartal 2023 veröffentlicht werden sollte.
Die schwedische Sozialversicherungsagentur (Försäkringskassan) verwendet Matrix für interne Kommunikation.
RocketChat empfiehlt seit Version 4.7.0 Föderation zwischen RocketChat-Servern mit seiner eingebauten Matrix-Bridge.
FOSDEM verwendet Matrix seit 2021. Das Hosting wird von Element Matrix Services bereitgestellt, das die technischen Details zur öffentlichen Überprüfung kurz nach der Veranstaltung veröffentlicht.
Die polnischen Streitkräfte führten 2023 einen auf dem Matrix-Protokoll basierenden Kommunikator ein, um unklassifizierte Informationen zwischen polnischen Armeesoldaten sowie für Mitarbeiter des Verteidigungsministeriums auszutauschen.

### Anwendungsfälle in Deutschland
- Die TU Dresden verzeichnete Anfang 2024 in einer Übersichtskarte 41 Hochschulen im deutschen Sprachraum, die Matrix nutzen.[66]
- Mit dem BundesMessenger steht eine für die Nutzung durch andere öffentliche Stellen ausgelegte Fassung des BwMessengers als Free/Libre Open Source Software zur Verfügung.[67][68] Eine erste Version dieses BundesMessengers für den öffentlichen Sektor in Deutschland wurde im Dezember 2023[69] veröffentlicht.[70]
- Der BundesMessenger kann durch Behörden seit Oktober 2024 auch als Managed SaaS-Leistung von der BWI GmbH und T-Systems bezogen werden.[67][71]
- Das Protokoll wird vom deutschen Bundesinnenministerium dahingehend geprüft, ob es neben den eigenen Behörden auch für Bürger geeignet ist.[72]
- Die gematik hat für die Telematikinfrastruktur (Vernetzung des Gesundheitswesens in Deutschland) die Verwendung von Matrix als Messenger für Ärzte, Apotheker und andere Teilnehmer angekündigt. Der erste "TIM -Messenger fürs Gesundheitswesen", zunächst für Ärzte, erhielt im April 2024 die Zulassung.[73] Seit dem 1. Juli 2025 ist der TI-Messenger für gesetzlich Krankenversicherte in den Mobile Apps einiger Krankenkassen nutzbar.[74]
- Die Bayern-Cloud des Bundeslandes Bayern nutzt ebenfalls Matrix.[75]
- Die Groupware- bzw. Kollaborationssuite openDesk des Zendis verwendet Matrix.
- Der IT-Planungsrat beschloss im Juni 2025 auf Empfehlung des Föderalen IT-Architekturboards die Etablierung einer einheitlichen Postfach- und Kommunikationsinfrastruktur für die deutsche öffentliche Verwaltung, in welcher die Nutzung von Matrix als einheitlicher Kommunikationsstandard angedacht ist.[76]